# 新金岡町
新金岡町（しんかなおかちょう）は、大阪府堺市北区にある町名。現行行政地名は新金岡町一丁から新金岡町五丁。住居表示は実施済み。

## 地理
北区の中央部に位置し、東に金岡町と南花田町、西に長曽根町、南に金岡町、北に蔵前町と接している。

## 世帯数と人口
2020年（令和2年）3月31日現在（堺市発表）の世帯数と人口は以下の通りである。
| 丁目         | 世帯数     | 人口     |
| ------------ | ---------- | -------- |
| 新金岡町一丁 | 1,609世帯  | 2,896人  |
| 新金岡町二丁 | 2,863世帯  | 6,058人  |
| 新金岡町三丁 | 2,952世帯  | 5,568人  |
| 新金岡町四丁 | 1,901世帯  | 3,495人  |
| 新金岡町五丁 | 1,362世帯  | 2,821人  |
| 計           | 10,687世帯 | 20,838人 |

### 人口の変遷
国勢調査による人口の推移。
| 1995年（平成7年）  | 27,019人 | [ 6 ]  |  |
| 2000年（平成12年） | 27,103人 | [ 7 ]  |  |
| 2005年（平成17年） | 25,183人 | [ 8 ]  |  |
| 2010年（平成22年） | 23,889人 | [ 9 ]  |  |
| 2015年（平成27年） | 22,467人 | [ 10 ] |  |
| 2020年（令和2年）  | 20,443人 | [ 11 ] |  |

### 世帯数の変遷
国勢調査による世帯数の推移。
| 1995年（平成7年）  | 9,809世帯  | [ 6 ]  |  |
| 2000年（平成12年） | 10,733世帯 | [ 7 ]  |  |
| 2005年（平成17年） | 10,505世帯 | [ 8 ]  |  |
| 2010年（平成22年） | 10,756世帯 | [ 9 ]  |  |
| 2015年（平成27年） | 10,439世帯 | [ 10 ] |  |
| 2020年（令和2年）  | 9,995世帯  | [ 11 ] |  |

## 学区
市立小・中学校に通う場合、学区は以下の通りとなる。
| 丁目         | 番・街区              | 小学校               | 中学校             |
| ------------ | --------------------- | -------------------- | ------------------ |
| 新金岡町一丁 | 1〜2街区 7街区        | 堺市立新金岡東小学校 | 堺市立金岡北中学校 |
| 新金岡町一丁 | 3〜6街区              | 堺市立新金岡小学校   | 堺市立金岡北中学校 |
| 新金岡町二丁 | 全域                  | 堺市立新金岡小学校   | 堺市立金岡北中学校 |
| 新金岡町三丁 | 2〜8街区              | 堺市立光竜寺小学校   | 堺市立金岡北中学校 |
| 新金岡町三丁 | 1街区                 | 堺市立新金岡東小学校 | 堺市立金岡北中学校 |
| 新金岡町四丁 | 1〜3街区              | 堺市立新金岡東小学校 | 堺市立金岡北中学校 |
| 新金岡町四丁 | 4〜9街区              | 堺市立大泉小学校     | 堺市立大泉中学校   |
| 新金岡町五丁 | 1街区4〜5号 3〜10街区 | 堺市立大泉小学校     | 堺市立大泉中学校   |
| 新金岡町五丁 | 1街区（4〜5号を除く） | 堺市立新金岡東小学校 | 堺市立金岡北中学校 |

## 事業所
2016年（平成28年）現在の経済センサス調査による事業所数と従業員数は以下の通りである。
| 丁目         | 事業所数  | 従業員数 |
| ------------ | --------- | -------- |
| 新金岡町一丁 | 17事業所  | 139人    |
| 新金岡町二丁 | 20事業所  | 147人    |
| 新金岡町三丁 | 54事業所  | 214人    |
| 新金岡町四丁 | 84事業所  | 1,439人  |
| 新金岡町五丁 | 140事業所 | 1,300人  |
| 計           | 315事業所 | 3,239人  |

## 交通

### 鉄道
- 大阪市高速電気軌道（Osaka Metro）
  - 御堂筋線 新金岡駅

### 道路
- 大阪府道2号大阪中央環状線
- 大阪府道12号堺大和高田線
- 大阪府道28号大阪高石線
- 大阪府道31号堺羽曳野線
- 大阪府道192号我堂金岡線

## 施設
- 堺市北区役所
- 北堺警察署
- 北堺警察署 新金岡交番
- 堺市立北図書館
- 堺市立新金岡小学校
- 堺市立新金岡東小学校
- 堺市立光竜寺小学校
- 堺市立金岡北中学校
- 堺市立大泉小学校・中学校
- 堺金岡郵便局
- 堺新金岡五郵便局[15]

## その他

### 日本郵便
- 郵便番号 : 591-8021[3]（集配局：堺金岡郵便局[16]）。